# 萱儂律

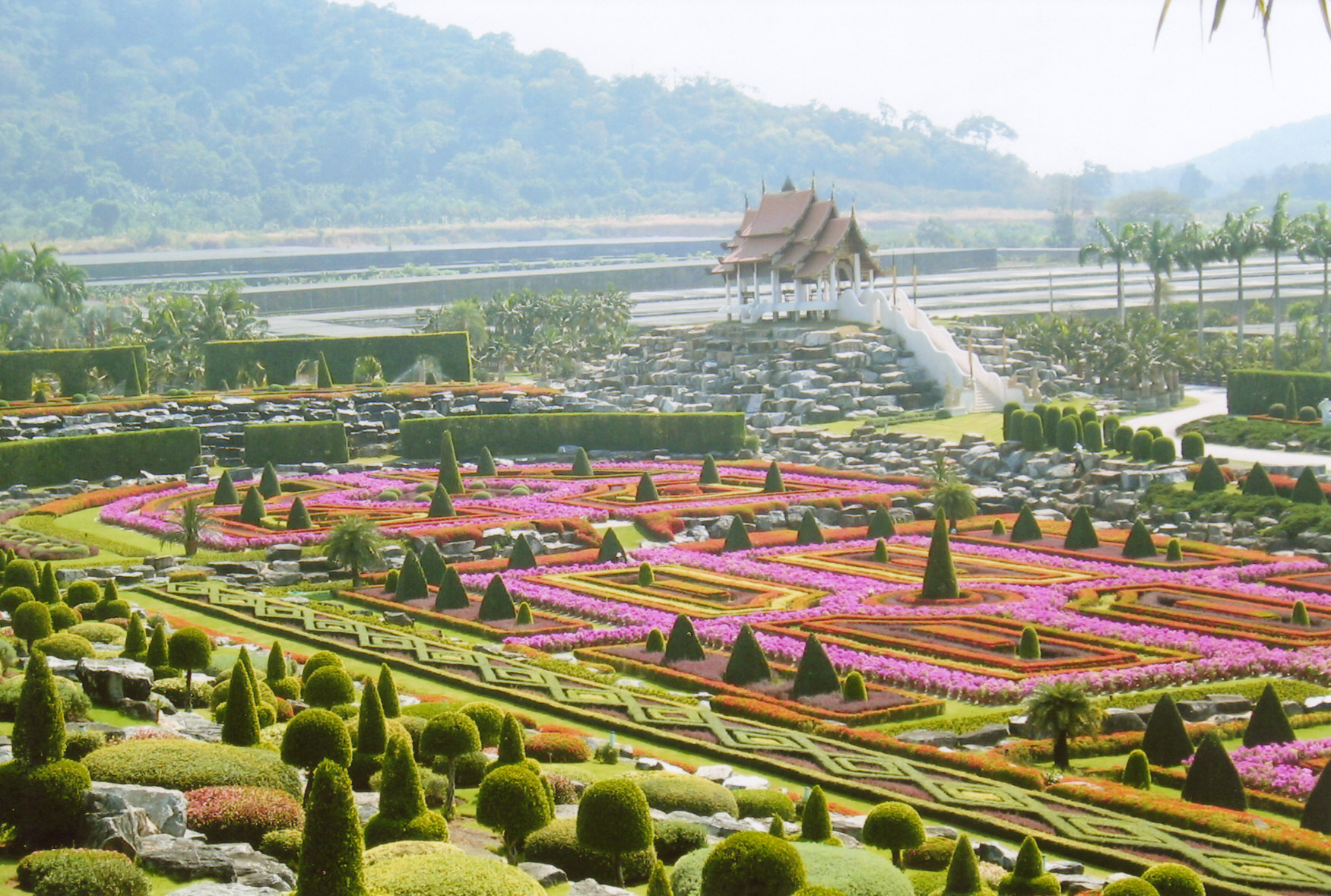

萱儂律，又名東芭樂園，位於泰國的春武里府之素坤逸路的163公里之地段。它是一個佔地約兩平方公里的熱帶植物公園。

## 歷史
Pisit先生及Nongnooch Tansacha女士在1954年購買了2.4平方公里的土地，打算開發作為果園。最後，他倆決定保留該片土地上的熱帶植物作為野生動物的保護項目，並在1980年對公眾開放。在2001年，他們把經營權移交給兒子Kampon Tansacha先生。目前還可細分成：法國花園、歐洲花園、石景園、仙人掌園及蘭圃。

## 蘇鐵
植物的原產地側重於東南亞、美洲熱帶、非洲及中部非洲種植的蘇鐵類植物，而且幾乎每一個物種也能在這裡看到。

## 活動
除了瀏覽野生動物，遊客可以參觀模擬的佛教儀式、泰國武術、古法按摩及象的表演。設有兩間餐廳、一個小型動物園及一間附有游泳池的觀光飯店，泰國風格的租賃住宅等。

## 外部連結
- 萱儂律(東芭樂園)的官方網站 （页面存档备份，存于）
- 萱儂律(東芭樂園)的影像(2010年3月)